# 感應 (電影)
《感應》（英語：Presence）是一部2024年美國超自然驚悚劇情片，由史蒂芬·索德柏執導，大衛·柯普編劇，劉玉玲、克里斯·蘇利文與卡莉娜·梁主演。電影講述一家人搬進郊區後，常因大小事陷入紛爭，同時一股靈異力量潛伏於房子中。
《感應》2024年1月19日登上日舞影展首映；在美國由霓虹排定2025年1月24日上映。電影的評價兩極分化。

## 演員
- 劉玉玲飾演蕾貝卡·潘恩（Rebecca Payne）
- 克里斯·蘇利文飾演克里斯·潘恩（Chris Payne）
- 卡莉娜·梁（英语：Callina Liang）飾演克蘿伊·潘恩（Chloe Payne）
- 艾迪·馬代（Eddy Maday）飾演泰勒·潘恩（Tyler Payne）
- 韋斯特·穆霍蘭（West Mulholland）飾演萊恩（Ryan）
- 茱莉亞·福克斯飾演契克（Cece）
- 娜塔莉·沃拉姆斯-托雷斯（Natalie Woolams-Torres）飾演麗莎（Lisa）
- 盧卡斯·帕帕利亞斯（Lucas Papaelias）飾演卡爾（Carl）

## 製作
《感應》由大衛·柯普編劇，史蒂芬·索德柏執導，直到2023年12月才公開宣布，當時被透露將成為2024年日舞影展影片陣容之一。本片根據演員工會-美國電視和廣播藝人聯合會（SAG-AFTRA）達成的臨時協議，2023年9月起得以在2023年SAG-AFTRA大罷工期間進行主要拍攝，歷時11天。本片完全以第一人稱視角拍攝，取景於紐澤西州克蘭福德鎮區的一棟房子中。

## 發行
《感應》2024年1月19日登上日舞影展作全球首映。不久後，霓虹以500萬美元的價格獲得了本片的美國發行權。
電影2025年1月16日在紐約進行美國首映。2025年1月24日上映在美國各戲院正式上映。

## 反響

### 票房
《感應》在美國和加拿大，與《高空殺機》、《勇敢面對黑暗》同時上映，業界預估本片於首映週末從1750家戲院取得的票房約200萬至300萬美元。本片首日票房為140萬美元，包含週四晚間提前場的38.5萬美元。《感應》首映票房達330萬美元，位居當週票房排名第六。

### 評價
本片在爛番茄網站上基於196篇評論，新鮮度88%，平均得分7.4／10，共識評論：「《感應》是部緩慢燃燒的幽靈驚悚片，再次證明了索德柏在不同類型間對拍攝手法的靈活運用。」在Metacritic上，電影根據51位影評的打分而獲得77分（滿分100），代表「普遍好評」。CinemaScore調查的觀眾給本片的平均評分為「C+」（從A+至F間），而PostTrak調查的觀眾則有58%給出總體正評，其中33%的人表示他們「絕對推薦觀看」。

## 外部連結
- 互联网电影数据库（IMDb）上《感應》的资料（英文）